# Lodewijk Wezeman
Lodewijk Wezeman (Bedum, 29 maart 1868 - Amsterdam, 23 januari 1951) was een Nederlands onderwijzer en bestuurder. Hij was van 1918 tot 1933 burgemeester van Ferwerderadeel.

## Biografie
Na zijn opleiding tot onderwijzer was Wezeman onder andere werkzaam in Enumatil, Oudega, Gaastmeer, Deventer en Leeuwarden. In 1898 werd hij benoemd tot ontvanger van de belastingen in de gemeente Ferwerderadeel en in 1903 werd hij de officiële verslaggever van de Friese Gedeputeerde Staten.
In 1910 volgde een benoeming tot secretaris van de gemeente en later dat jaar werd Wezeman er tevens benoemd tot ambtenaar van de burgerlijke stand. In 1913 werd door verschillende gemeenten in Noord-Friesland een kabelmaatschappij opgericht, met als doel de samenwerking bij de aanleg van de elektriciteitskabels van Leeuwarden naar de omliggende gemeenten. Hij nam als secretaris plaats in het bestuur van de maatschappij.
In 1918 volgde Wezeman Ferdinand François baron de Smeth op als burgemeester van Ferwerderadeel. Gedurende zijn ambtstermijn van 15 jaar was hij onder meer betrokken bij de verdere ontwikkeling van de elektriciteits- en watervoorzieningen, de buitendijkse landaanwinning en de aansluiting op de spoorlijn naar Leeuwarden door de Hollandsche IJzeren Spoorweg-Maatschappij. Ook had hij tal van nevenfuncties, waaronder het voorzitterschap van de Christelijke Kweekschool in Leeuwarden en van het tuinbouwvoorbeeldbedrijf in Ferwerd. 
Na zijn pensionering woonde Wezeman drie jaar in Maartensdijk, waarna hij in 1936 in Amsterdam aan de Watteaustraat kwam te wonen. Hij overleed aldaar op 92-jarige leeftijd en ligt met zijn vrouw en dochter begraven op Zorgvlied.